# Загробни живот у римској митологији
Религија древних Римљана је била врло отворена по питању присвајања нових божанстава и виђења на свет. Због тога се током историје мењао поглед на загробни живот под утицајем различитих народа: Грка, Етрураца, Египћана и других.

## Смрт и погребна пракса у Риму
Римско друштво је било стратификовано, а на дну лествице су се налазили сиромашни грађани и робови. Немогуће је одредити тачан број робова и сиротиње у Риму за било који временски период, али број је сигурно био велики и њихов живот је био тежак. Сиромашне породице нису живеле појединачно, већ у малим становима у инсулама. Због пренасељености, лоших хигијенских услова и лоше исхране болести су биле врло раширене и животни век био врло кратак. За жене је износио између 20 и 30 година, а за мушкарце нешто више. Животни век је био мањи за жене првенствено због опасности прођаја.
Стопа смртности је била већа код деце и беба него код жена. Родитељи су често доживљавали да им деца умру пре њих. Мајка Тиберија и Гаја Граха је имала наводно чак дванаестеро деце од којих је само њих троје дочекало да одрасте. Да би породица опстала до следеће генерације и да би им потомци дочекали одрасло доба било је потребно имати што више потомака. Може се само претпоставити какав су физички и психички утицај остављале сталне трудноће и смрти деце на родитеље браћу, сестре и остале чланове породице. Наравно, било је људи који су доживели старост. На надгробним споменицима налазимо натписе који сведоче о људима који су преминули чак у 60-им, 70-им, 80-им, а понекад чак и у 90-им годинама).
У Риму је владао идеал старог и мудрог оца породице (лат. pater familias) који је окружен својим потомцима настављао управљати породичним пословима и имовином. Ипак, демографски обрасци показују да је много очева умирало још док су им деца била прилично млада, а само су малобројни поживели довољно дуго да дочекају унуке. Чак и сама старост није била доба живота коме се тежило и дивило. Највећа брига старих био је губитак менталних способности, а то је за интелектуалну елиту било засташујуће, па чак и горе од саме смрти. Из филозофске перспективе старост је служила као упозорење човеку да живи добро, јер је тренутак кад ће ум бити оштећен сенилношћу непознат, једнако као што је непознат и тренутак смрти.
Сама смрт Римљанима није била страна. Рим су често погађале епидемије куге, људи су редовно умирали у својим 20-им и 30-им годинама, а ту су и константни ратови које су водили. Ипак, Римљани су другачије гледали на различите облике умирања. Насилна смрт и самоубиство нису биле угодне и безболне смрти, али уколико се с њима суочило храбро, биле су пожељан начин умирања. Начин на који су људи дочекали свој крај је био од великог значаја за то како ће их постхумно памтити. Добра смрт значила је суочити се с крајем храбро и достојанствено, показати обзир и бригу за вољене, упутити им неколико последњих речи, бити достојно оплакан и бити поштован од стране непријатеља. Бојати се смрти, мислити само на себе, говорити нервозно, плакати и не бити достојно оплакан била је непожељна смрт која је чак могла довести до сакаћења тела и проклињања покојника.
Што се самог обреда тиче, није увек морала породица да се бави њиме, јер су у Риму радили и професионални погребници. Погребничко занимање није било цењено и поштовано управо због контакта с мртвима и смрћу. Римски погребни обичаји су били процес који је имао два задатка: да се сахрани покојник и да се управља понашањем ожалошћених преживелих. У римској литератури је честа тема била начин на који се умирући суочава са смрћу. Понашање на самртничкој постељи је често идеализирано, а нагласак је на храбром суочавању са смрћу. Након умирања долазило је до драматичних излива туге који су подразумевали нарицање, цепање одеће, ударање у груди, чупање косе и гребање образа. Након смрти тело је требало припремити за погреб. Најпре су се покојнику затварале очи, затим се гласно изговорило његово име и ожалошћени су почињали показивати тугу. Покојниково тело се морало опрати у топлој води, а након тога су жене или мушкарци покојника помазали, обукли и окитили венцима. Неуредан изглед ожалошћених и њихова црна одећа су били контраст покојниковом изгледу који је био одевен у своју најбољу одећу. Након одевања се тело полагало на погребни лежај у атријуму куће или на неком другом месту погодном за излагање. Цвеће се бацало по покојнику симболизирајући крхкост живота. Нарицаљке и жалопојке су се изговарале или певале, а покојнику се у уста стављала кованица како би се платио лађар који ће га одвести у Подземље.
Тело се у погребној поворци носило до гроба или крематорија који су увек били смештени изван градских зидина због страха за здравље и поменутих предрасуда о нечистоћи смрти. Поред главних путева који су водили у град и из града била су гробља с гробовима неких од најмоћнијих и најбогатијих римских породица. Насупрот томе, тела сиромашних су закопавана у јавне гробне јаме које су се налазиле изван врата Есквилина. У сахранама елитних чланова друштва тело се носило на Римски форум где се одржавао погребни говор, док су тела већине грађана ношена одмах на гробље где су вршени сви обреди.
Погребна поворка често је знала бити гласна и претворена у спектакл, а предводили су је музичари који су свирали трубе, рогове и флауте најављујући тиме присутност покојника. Тело је до гробља ношено на носиљкама које су могла бити само дрвена или украшена плочама од слоноваче и бронзаним ручкама. Људи у погребној поворци су били обучени у црно, али су на гозби у част покојника која је следила након погреба морали носити белу одећу. Погребни говор (лат. laudatio) је био уобичајен на римским спроводима при чему су у свом говору мушки рођаци величали покојника, а жене су исказивале тугу и нарицале. Погреб је требало обавити прописно, јер се сматрало да је напуштено тело или оно које није збринуто како доликује увреда покојнику, јер је погреб повезан са веровањем да духови оних који нису прописно покопани могу лутати земљом и угрозити живе.
Што се саме сахране тиче, била је присутна и кремација и инхумација. Оба ритуала су паралелно постојала и бирало се да ли ће се покојник кремирати или инхумирали, али до краја 1. века пре нове ере превладала је кремација. Повратак инхумацији почео је почетком 2. века у Риму и проширио се на провинције, а током 3. века инхумација је постала уобичајна. Приликом инхумације тело се спуштало на леђа у земљу обмотано тканином или затворено у дрвени, камени или оловни саркофаг. Кремирање се обављало на ломачи која се могла налазити унутар гробља и бити посебно намењена кремирању у ком случају се називала ustrinum или на самом гробу и тада се називала bustum. Прилози попут лонаца, накита, хране и животиња обично су стављани поред тела или на ломачу, јер се сматрало да ће покојника ти предмети пратити у загробном животу исто као и кованице које су служиле за плаћање превоза у Подземље.
У римском веровању су постојали и годишњи обреди којима се одавала почаст преминулима – Паренталиа и Фералиа, који су се одржавали у фебруару који је био месец прочишћења пре новог годишњег циклуса који је започињао у пролеће, у марту. Примећују се бројне сличности између раних римских погребних пракси и каснијих хришћанских: излагање тела, ношење црне одеће, гозба после покопа, спомен на умрлог су само неки од обреда који су и данас присутни на сахранама.

## Загробни живот код Римљана
У архајском раздобљу римска религија се састојала од обреда у част преминулих чланова породице. Покојницима се нудила храна и пиће, јер се сматрало да они и након смрти настављају свој физички живот у одређеном облику. Сматрало се да, будући да су под земљом, могу тиме помоћи расту биљака које су потом давале плодове. Почаст покојницима се одавала око огњишта које се налазило у средини куће. Многи су осећали да мртви који живе у својим гробовима на неки нејасан и неодређен начин могу утицати на живе људе. Због овога су мртвима на гробовима приношене жртве и дарови.
Сматрало се да душе покојника иду у Подземље (чија ће се представа касније доста променити под утицајем Грка), осим уколико им богови не онемогуће приступ због чега би биле осуђене на вечно лутање у лимбу. Дужност наследника је била да достојно покопају своје преминуле вољене особе како би осигурали да се ово неће десити. Церемонија погреба и величина гроба је одражавала друштвени положај породице огледањем њиховог финансијског стања. Што је гроб био већи и што је било више нарикача који су у процесији ходали до гроба то је веће богатство породице, а самим тим и углед породице у друштву. Ипак, ово је важило за најимућније и богатије грађане. Робови и сиромашни нису могли себи да приуште сахрану и зато су њихова тела често остављана на излазима из градова и потом премештана у заједничка гробна места. У самом Риму су постојали градски службеници задужени за покоп. Проблем са оваквим сахранама није био само то што нису достојанствене, већ и у томе што ови грађани нису били познати. Анонимност у смрти је била нешто најгоре што је могло да задеси Римљана јер је, према њиховом виђењу, само сећање на покојника осигуравало његову бесмртност.

### Утицаји других народа
У најстаријем периоду Римљани су велику важност придавали разним моћима из којих су ишчитавали вољу богова (лат. numina), а те су се моћи односиле на одређене тренутке у човековом животу. Прликом ширења Рима, Римљани долазе у контакт са различитим народима који су имали своје богове. Римска религија тада почиње да се обликује на два начина: преузимањем страних култува попут египатских култова Изиде и Сераписа или стапајући туђе религије са својом попут онога што су урадили при сусрету са грчком и етрурском од којих су узимали божанства, мало их прерађивали и укључивали у своју религију – некада су преузимана само задужења богова, а некада и сами називи као у случају етрурске богиње рата, мудрости, уметности и медицине Менерве која ће у Римској религији постати Минерва.

#### Утицај Грка
Анексија грчких веровања се примећује и у оноземаљској тематици – велики маузолеји, олтари, саркофази, митови о боговима и људима који иду у подземни свет и из њега се враћају… И грчко и римско друштво је неговало бројне идеје о природи смрти, загробном животу и односима између људи и богова који су лежали испод површине тих традиција.
Грци су својим веровањима поштеђени страха од пакла, али им је и ускраћена утеха бољег живота након смрти и због тога је тешко замислити да су позитивно размишљали о боравку у Хаду. Веровање у систем награде и казне у загробном животу није постојао, јер су и добро и зло почињени на овом свету водили истом животу у Хаду. Грешници попут Тантала и Сизифа нису кажњени због злочина који су починили током живота, већ зато што су увредили достојанство богова.
Хад је уједно и био назив бога подземног света (чије име значи „невидљив“). Иако је представљао у грчкој митологији једно од само 3 божанстава која су владала одређеним светом, Зевс који је био врховно божанство неба и Посејдон који је владао водом, и био једно од главних божанстава Грчког пантеона, није му посвећен велики број храмова, а његови следбеници су увек окретали лица када су му приносили жртве. Овакав лош однос који су Грци имали према богу подземља је можда управо оглед њиховог лошег односа према загробном животу, иако сам Хад није сматран силом зла попут ђавола у хришћанству.
У Одисеји се помиње да је Хад тамно подземно место до којег води неколико путева. Могло се стићи путовањем кроз тамне подземне пролазе или пловећи на запад преко руба океана који је окруживао свет. Хад је такође био окружен водама које су понекад описиване као море, а понекад као реке. Најпознатија од њих била је Стикс („река мржње“), али су такође познате и Ахерон („река јада“) и Лета („река заборава“ чија је вода људима брисала сећање). Када душа улази у Хад, мора поседовати новчић којим ће платити Харона који ће је превести преко реке Стикс. Супротну обалу Стикса чувао је троглави пас Кербер, чудовиште које је чувало да душе не побегну.
Прво подручје Хада састојало се од тужних Асфоделских пољана на којима су душе бесциљно лутале. Иза Асфоделских пољана су се налазиле палате Хада и Персефоне, а недалеко од њих су расли бели чемпреси који су правили хлад језеру Лет око којег су се обичне душе скупљале да пију воду. Покрај Хада налазио се Елизеј којим је владао Крон. Елизеј је сретна земља у којој влада вечни дан, нема хладноће, само вечна музика, игре и срећа. Испод Хада налазио се Тартар, хладно место у које је Зеус бацио Титане заједно са својим оцем Кроносом. Хесиод тврди да би наковањ бачен са неба летео десет дана до земље и још десет од земље до Тартара. Тама је у Тартару таква да је ноћ обмотана око њега у три слоја као што се огрлица обмотава око врата. У Хесиодово доба Хад је, уз Тартар, имао и још једно подручје названо Ереб, где је био понор налик црној јами који је био толико дубок да се у њега пропадало годину дана. Након неколико векова, Хад се проширио на главна четири дела: Ереб за лоше људе, Елизејска поља и „Отоци блажених“ за добре људе, а за све остале Асфоделске пољане којима су душе празних умова бесциљно лутале међу увенулим цвећем.
Римљани су веровали да душа након смрти одлази у Оркус, подземно краљевство које је касније поистовећено с грчким Хадом. Само римско поимање загробног живота било је под великим утицајем грчког света и зато је тешко прецизно одредити какав је заправо био римски подземни свет и да ли је он био место награде и казне као у хришћанству или неутралан као код античких Грка. У традиционалним описима подземног света мртви су имали осећања као и током живота, а уживање или патња су зависили од тога какав је био живот док су били живи. За зле људе је подземни свет био место казне, али није познато шта се дешавало обичним „грешницима“. Вергилије у Енејиди сугерише да су мртви подељени према томе како су живели и како су умрли, али такође описује и Тартар који је намењен највећим грешницима. Супротно од Тартара, а исто као и код Грка, постојале су Елизијске пољане у којима су били награђивани они који су то заслужили. Ипак, код Римљана су Елизијски вртови били резервисани за морално чисте душе. Загробни живот је осликавао понашање на земљи и зато настаје проблем шта је са „обичним“ људима који су водили нормалан живот. Њима подземни свет није био ни искључива казна ни искључива награда, али о томе нема пуно спомињања у књижевности и филозофским расправама па се не зна каква је била судбина обичних људи у Подземљу.
Видиљиво је да су грчка и римска идеја о загробном животу готово идентична. Оваква сличност поимања загробног живота није постојала одувек, већ је последица хеленизације којој је римски свет био изложен, а самим тим и римска религија. У грчкој верзији подземним светом који се назива Хад господари истоимено божанство, док у римској верзији која се назива Оркус господари Плутон. Заједничко је и виђење да након смрти сви морају отићи у исти подземни свет, али су ипак присутне и разлике. У грчком веровању су у загробном животу све душе једнаке, јер начин њиховог живота не утиче на њихов положај у подземном свету, док код Римљана управо начин живота одлучује то да ли ће душе бити кажњене у Тартару или награђене у Елизејским вртовима.

#### Утицај Етрураца
Један од народа који је највише утицао на културу и религију Рима је етрурски народ. Етрурци су након римско-етрурских ратова морали да се асимилирају у римско друштво, али су ипак значајно променили културу и религију.
Утицај Етрураца се огледа и у односу Римљана према загробном животу, јер су Римљани наследили многе њхове обичаје везане за сахрањивање. Етрурци су веровали да загробни живот преминуле особе зависи од односа живих према остацима те особе. Уколико се поштују ти остаци и спроведе се погребна пракса како треба, особа ће имати угодан живот након смрти. Ипак, слика загробног живота код Етрураца и даље није најјаснија, посебно када говоримо о најјранијим периодима.
У гробницама из овог периода проналазимо доказе да је постојала некаква идеја о загробном животу. Рецимо, у Гробници статуа у Черију проналазимо статуе од теракоте које су присутне и у другим гробницама – неки истраживачи су склони да ово тумаче као култ предака. Ту су и друге, женствене статуе познате као xоанон – неки аутори су склони да њих тумаче као представу богиње, демона или ранију верзију богиње Вант чије име први пут сусрећемо у натписима из 7. века пре нове ере. На Сардинији сусрећемо моделе бродова у гробницама, док у другим деловима проналазимо моделе кочија. Будући да су оба ова превозна средства, највероватније управо то и симболизују. Њима је требало покојник да отпутује на онај свет. Наравно, ово су све само интерпретације, а једино што нам је сигурно потврђено из историјских извора је да је покојник на онај свет отпраћен са симпозијумом где су живи пили, јели и веселили се.
Ранији истраживачи су сматрали да је између овог најранијег периода весеља на гробу и каснијег рхајског и класичног периода где су се помињали и приказивали застрашујући демони, била некаква нагла промена. Новија истраживања ово оспоравају, јер показују да се демони приказују већ од 5. века пре нове ере, а и тада су прикази засновани према старијим моделима попут Харуна и Тантоса код Грка. Прикази у Гробници плавих демона савршено илуструју да између ова два периода није постојала некаква револуција, већ је процес више био еволуција. Радња се дешава у предворју Подземног света у коју су демони довели особу и где је чека неко у чамцу који ће је одвести до крајње дестинације.
Овакава генерална идеја о одласку у Подземље ће остати у религији Етрураца и касније, иако ће се мало променити током класичног и хеленског периода. Приказ овог новог Подземља видимо на саркофагу Хасти Афунеи пронађеног у Кјузи. На њему видимо полуотворену капију из које излази женски демон. Врата највероватније представљају улаз у подземни свет док је демон чувар. Осим ње, на саркофагу се виде још 2 демона и неколико људи који су највероватније били рођаци преминуле особе, али није искључена могућност да су то људи који су већ преминули. Дакле, Подземље је и даље место у које човек путује након смрти иако сада кроз капију, а не превози се чамцем и тамо га још увек отпраћују демони. Присутни су и мушки и женски демони који имају различите функције; не чувају само врата Подземља него и врата гробнице. Приликом смрти покојника живи га и даље на онај свет отпраћују уз гозбу што се јасно уочава на приказима са хеленистичких урни и саркофага. На њима се приказује погребна поворка слична римској, с тим што се на сликама појављују, осим људи, и демони који учествују.
Етрурци су највише утицали на римску погребну праксу. Римљани су се попут Етрураца сахрањивали у саркофазима, а чак су и римски сакрофази били украшавани. Етрурци су своје некрополе подизали на специфичан начин: некрополе су имитирале градове. Унутар некропола постојали су путеви, а индивидуалне гробнице су имитирале куће; биле су богато осликане као што смо поменули. Римска гробна архитектура је дирекно повезана са етрурском, а и етрурски храмови ће постати модел за римски храмове. Наравно осим овога је етрурска религија доста утицала на римску – сматра се да је до 1. века нове ере у римском култу био коришћен етрурски језик и Етрурци су имали свештеничке редове који су били задужени за гатање из животињских утроба што ће се такође практиковати у Риму. Ипак, важно је напоменути да су и Етрурци били под утицајем Грка: често су сликали приказе из грчких митова, а и преузимали су њихова божанства, као што ће и Римљани радити.